# 아우토다페

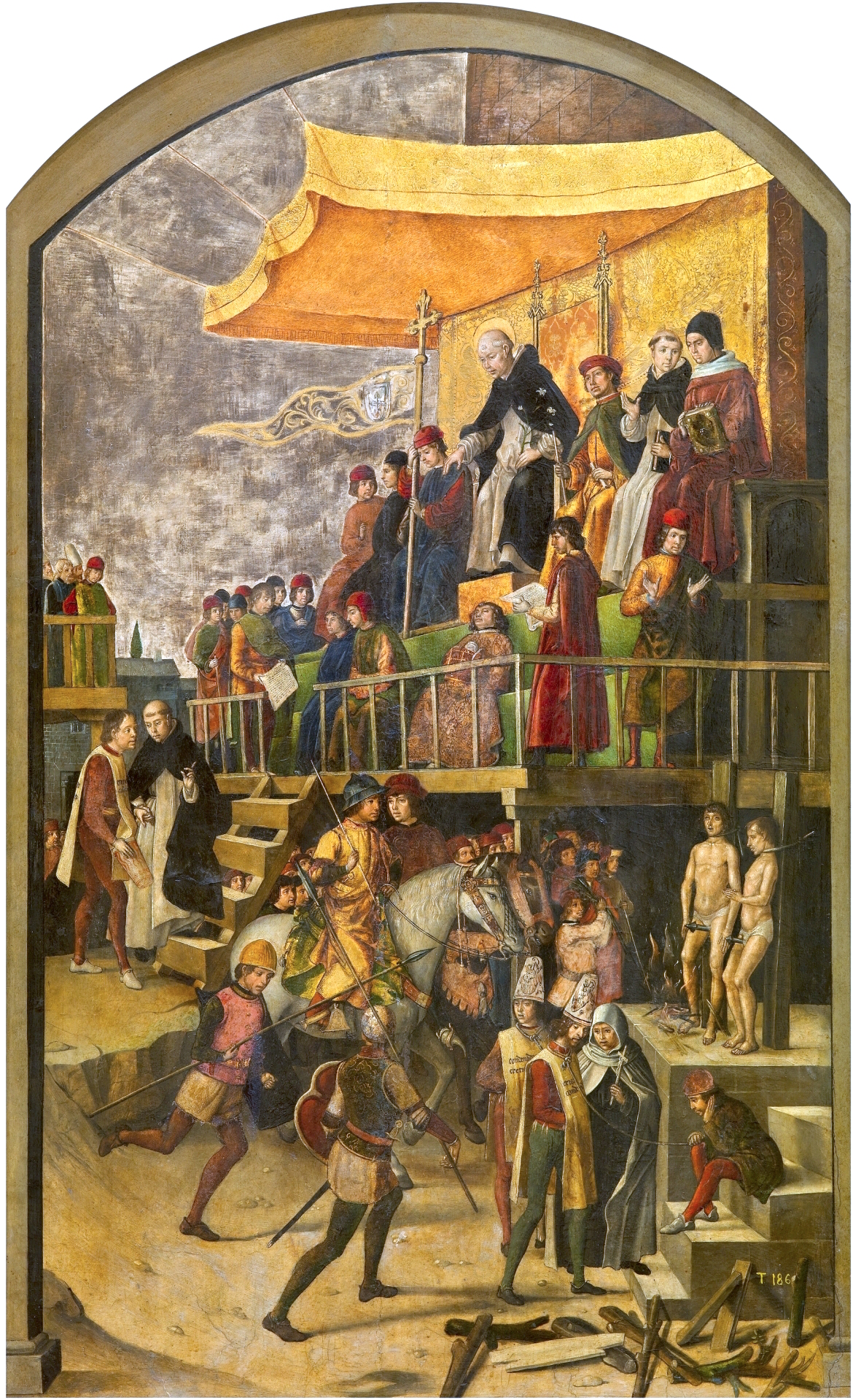

아우토다페(/ˌɔːtoʊdəˈfea, ˌaʊt-/ AW-toh-də-FAY, OW-; 포르투갈어 auto da fé [ˈawtu ðɐ ˈfɛ]에서 유래, '믿음의 행위'를 의미함; 스페인어: auto de fe [ˈawto ðe ˈfe])는 15세기에서 19세기 사이에 스페인, 포르투갈, 멕시코 종교 재판소에서 정죄받은 이단자와 배교자들에게 형벌을 부과하고 시민 당국에 의해 시행된 공개 참회 의식이었다. 가장 극단적인 형태는 화상으로 인한 죽음이었다.

## 역사
8세기부터 15세기까지 스페인의 대부분은 무슬림의 지배를 받았고, 이슬람교도의 법에 따라 유대인과 기독교인은 딤미 지위를 받았다. 이는 그들이 "보호"를 위해 특별세인 지즈야(jizya)를 지불해야 한다는 것을 의미했는데, 이는 이슬람 법률 문서에 표시된 대로 그들의 복종을 상기시키기 위한 의도였다. 세금은 유대인과 기독교인으로 알려진 "성서의 백성"에게 부과되어 그들을 겸손하게 만들었다.
유대인들은 때때로 정치 구조에서 중요한 위치에 오를 수 있었다. 반유대 폭력도 분출될 수 있다. 1066년 그라나다 학살에서 그라나다의 유대인 인구 대부분이 무슬림 폭도들에 의해 살해되었다.
소수 종교인에 대한 대우는 시대에 따라 다양했다. 예를 들어, 알모하드 왕조는 왕위에 오르는 동안 칼리프의 칭호를 취하고 일련의 엄격한 종교적 조치를 취했으며 종교 통합을 통해 국가를 강화하려고 했다. 이는 유대인과 기독교인이 이슬람으로 개종하거나 추방되도록 강요하는 것을 의미했다. 11세기경 유대인에 대한 의심이 커지면서 기독교인들은 무슬림과 유대인에 맞서 단결하게 되었다. 그 시점부터 스페인은 다양한 세력과 영토로 이루어진 정치적 수프가 되었으며, 각 세력은 유대인과 무슬림의 지위에 관한 자체 정책을 가지고 있었다. 13세기에는 현대 스페인의 거의 모든 지역이 기독교 통치하에 놓였다. 카스티야의 페르난도 3세는 세 종교의 왕임을 자랑했다. 그러나 이러한 관용은 오래 가지 못했다.
14세기에 도미니크회와 프란체스코회 신부들은 기독교인들에게 스페인에서 유대인들을 추방할 것을 촉구하면서 사회 문제를 유대인들에게 비난하고 대다수 기독교인들을 선동하여 회당을 파괴하고 유대인들을 산 채로 불태우고 강제 개종을 강요했다. 유대인들은 강제로 설교에 참석하고 기독교 설교자들에게 기독교인들이 자신들의 방식의 오류로 간주한 내용을 설명하도록 했다.
새로운 법률은 개종이라는 궁극적인 목표를 가지고 유대인 인구를 분리하고 여전히 그들에게 열려 있는 직업을 제한했다. 100,000명 이상의 유대인이 개종했다. 일단 개종한 이들 새 기독교인들은 사회에서 온전한 기독교인의 법적, 사회적 특권을 부여받은 "콘베르소스(conversos)" 계급에 합류했다. 많은 새로운 기독교인들은 지위가 높아지는 것을 이용하고 기독교인의 특권을 받아들였다. 몇 세대가 지난 후, 개종한 유대인들은 "정규" 기독교인에 불과하다고 밝혔으며, 스페인은 거의 한결같이 기독교인이었다.
이러한 획일성은 새로운 불안의 원인을 가져왔다. "외부인으로서의 유대인에 대한 불신은 내부인으로서의 대화에 대한 더욱 놀라운 두려움으로 바뀌었다." 이전에는 종교 계층 간의 차이가 매우 분명했다. 법률과 관습은 스페인의 기독교 지배를 성문화했다. 그러나 유대인들이 개종한 후, 많은 스페인 기독교인들은 자신들이 누구를 믿을 수 있는지, 누가 마음속으로 배신적인 이단일 수 있는지 더 이상 알 수 없다고 믿었다.
이러한 두려움을 누그러뜨리기 위해, 신구 기독교인의 혈통을 추적하여 유대인 조상이 있는지 확인하는 Limpieza de sangre(피의 순결) 법률이 제정되었다. 그렇게 함으로써 스페인은 기독교 계급을 민족적, 종교적 노선에 따라 나누었고, 개종 이전과 마찬가지로 유대인 혈통을 가진 사람들을 "타자화"했다. 영향력 있는 기독교인들은 종교적 개종으로 치유될 수 없는, 인간의 본질과 영혼에 뭔가 다른 것이 있다고 믿었다. 이러한 법률과 함께 유혈 명예훼손이 부활했다.
1478년 11월 1일, 아라곤의 페르난도 2세와 카스티야의 이사벨 1세는 교황 식스토 4세로부터 천주교를 유일한 참된 기독교 신앙으로 보호하기 위해 영토 전체에 종교재판관을 지명할 수 있는 허가를 받았다. 이 법령은 원래 이사벨라의 영지인 카스티야 왕관에 적용되었으나 1483년 페르난도는 자신의 영지인 아라곤 왕관까지 확대했다. 아우토다페는 대중의 관심을 끌기 위해 투우와 경쟁하고 왕족도 참석하면서 스페인 영역 전체에서 꽤 인기를 얻었다.  페르디난드의 행동은 때때로 저항에 부딪혀 1485년 개종한 유대인에 의해 심문관 페드로 데 아르부에스가 암살되는 결과를 낳았다. 1487년부터 1505년 사이에 바르셀로나 지부는 1,000명 이상의 이단자를 처리하고 재판한 것으로 기록되었으며, 그중 25명만이 최종적으로 사면되었다.
교황으로부터 종교 재판을 실시할 수 있는 허가를 받은 후, 군주는 제국 내 대부분의 도시와 공동체에서 조사를 수행하기 위해 영구 재판을 설립하고 관료제를 발전시키기 시작했다. 최초의 이베리아 아우토다페는 1481년 세비야에서 일어났다. 피고인 6명이 유죄 판결을 받고 처형되었다. 나중에 프란체스코 선교사들이 종교 재판을 신세계로 가져왔다.
처형된 사람의 정확한 수는 알려져 있지 않다. 전임 성청 장관 후안 안토니오 요렌테(Juan Antonio Llorente)는 미국 식민지인 시칠리아와 사르데냐를 제외한 종교 재판소에 대해 다음과 같은 숫자를 제시했다. 31,912명은 소각되었고, 17,696명은 조각상으로 소각되었으며, 291,450명은 참회 행위에 따라 화해했다.  19세기 후반에 호세 아마도르 데 로스 리오스(José Amador de los Ríos)는 훨씬 더 높은 숫자를 제시하면서 1484년부터 1525년 사이에만 28,540명이 직접 화형당했고, 16,520명이 조각상으로 화형당했으며, 303,847명이 속죄되었다고 말했다. 그러나 기록 보관소를 광범위하게 조사한 후 현대 학자들은 더 낮은 추정치를 제공하는데, 이는 스페인 종교 재판의 전체 역사 동안 실제로 처형된 사람은 10,000명 미만, 아마도 약 3,000명임을 나타낸다.
포르투갈 종교 재판소는 1536년에 설립되어 공식적으로 1821년까지 지속되었다. 그 영향력은 18세기 말 마르케스 드 폼발(Marquês de Pombal) 정부 아래서 크게 약화되었다.
아우토다페는 고아, 누에바 스페인, 브라질 주, 페루 부왕령에서도 열렸다. 베르날 디아스 델 카스티요(Bernal Díaz del Castillo)와 같은 정복자들의 현대 역사가들이 이를 기록했다. 기록이 불완전하기는 하지만, 한 역사가는 약 50명이 멕시코 종교 재판에 의해 처형된 것으로 추산한다.